# 샹어
샹어(중국어 정체자: 湘語, 간체자: 湘语, IPA(샹어): [ɕiæ̃33 y43]/[siɔ̃44 ny42], 병음: Xiāngyǔ) 또는 상어는 중국어 방언의 하나이다. 2010년 기준 한족 인구의 3%가 샹어를 사용한다. 후난 성, 광둥 성 등에서 쓰인다.

## 성모
|        |        | 양순음 | 치경음 | 치음 | 권설음 | 치경구개음 | 연구개음 |
| ------ | ------ | ------ | ------ | ---- | ------ | ---------- | -------- |
| 비음   | 비음   | [m]    | [n]    |      |        | [ȵ]        | [ŋ]      |
| 파열음 | 무성음 | [p]    | [t]    |      |        |            | [k]      |
| 파열음 | 유성음 | [b]    | [d]    |      |        |            | [ɡ]      |
| 파찰음 | 무성음 |        |        | [ts̪] | [tʂ]   | [tɕ]       |          |
| 파찰음 | 유성음 |        |        | [dz̪] | [dʐ]   | [dʑ]       |          |
| 마찰음 | 무성음 |        |        | [s̪]  | [ʂ]    | [ɕ]        | [x]      |
| 마찰음 | 유성음 |        |        | [z̪]  | [ʐ]    | [ʑ]        | [ɣ]      |
| 설측음 | 설측음 |        | [l]    |      |        |            |          |

## 지리적 분포
샹어는 중국 본토에서 4,000만 명 이상이 사용하고 있다. 주로 후난 성 중앙 및 서남부, 광시 성 북쪽과, 쓰촨 성의 20개 이상되는 현과,  광둥 성 일부 지역에서 사용된다. 지리적으로 샹어는 투자어와 흐몽어 사용지역 북서쪽에 위치해 있다. 쓰촨 성에서 사용되는 샹어는 라오후광어(중국어 간체자: 老湖广话, 정체자: 老湖廣話)라고 불린다

## 같이 보기
- 중국어